# Bầu cử Hội đồng Thuộc địa Nam Kỳ 1935
Bầu cử Hội đồng Thuộc địa được tổ chức tại Nam Kỳ vào ngày 3 tháng 3 năm 1935.

## Hệ thống bầu cử
24 thành viên Hội đồng Thuộc địa Nam Kỳ bao gồm 10 thành viên do công dân Pháp bầu ra, 10 thành viên do người Việt Nam được xếp vào diện Pháp tịch bầu ra, 2 người do Phòng Thương mại và 2 người do Phòng Nông nghiệp bầu ra.

## Kết quả
Trong số cử tri Việt Nam, nhóm La Lutte nhận được 17% số phiếu bầu, dù họ không giành được ghế nào.